# Cesare Brambilla
Cesare Brambilla (Bernareggio, Lombardia, 3 de mayo de 1885-Milán, 3 de marzo de 1954) fue un ciclista italiano que corrió durante la primera década del siglo XX. En su palmarés destaca la victoria a la Vuelta a Lombardia de 1906. Es tío de Pierre Brambilla quien también fue ciclista profesional.

## Palmarés
1906
- Giro de Lombardía

## Resultados en Grandes Vueltas
Durante su carrera deportiva consiguió los siguientes puestos en las Grandes Vueltas:
| Carrera         | 1905 | 1906 | 1907 | 1908 | 1909 |
| --------------- | ---- | ---- | ---- | ---- | ---- |
| Giro de Italia  | -    | -    | -    | -    | -    |
| Tour de Francia | -    | -    | -    | -    | Ab.  |
| Vuelta a España | -    | -    | -    | -    | -    |
| Mundial en Ruta | -    | -    | -    | -    | -    |